# Puisieulx

Puisieulx este o comună în departamentul Marne, Franța. În 2009 avea o populație de 350 de locuitori.